# Dorette Corbey
Dorothea Jeanette Maria (Dorette) Corbey (ur. 19 lipca 1957 w Eindhoven) – holenderska polityk, działaczka związkowa, posłanka do Parlamentu Europejskiego (1999–2009).

## Życiorys
Uzyskała dyplom pielęgniarski, w 1987 magisterium z zakresu geografii społecznej na Uniwersytecie Amsterdamskim, a sześć lat później doktorat ze stosunków międzynarodowych na Uniwersytecie w Lejdzie. Pracowała przez dwanaście lat jako pielęgniarka, od 1988 do 1993 była pracownikiem naukowym zajmującego się stosunkami międzynarodowymi Instytutu Clingendael w Hadze. Współpracowała przy projektach europejskich z holenderskimi centralami związkowymi.
Od 1999 do 2009 przez dwie kadencje sprawowała mandat deputowanej do Parlamentu Europejskiego z ramienia Partii Pracy (PvdA). Zasiadała w grupie socjalistycznej, pracowała m.in. w Komisji Ochrony Środowiska Naturalnego, Zdrowia Publicznego i Bezpieczeństwa Żywności.